# Адени, Жюль
Жюль Адени Коломбо (фр. Jules Adenis-Colombeau; 28 июня 1821, бывший 8-й округ Парижа — 7 февраля 1900, X округ Парижа) — французский драматург, либреттист

, прозаик, журналист.

## Биография
Образование получил в Королевском Бурбонском коллеже (ныне Лицей Кондорсе в Париже). Работал в компании Saint-Gobain. Занимался журналистикой, сотрудничал с различными газетами и журналами.
Со временем ушел в театр, для которого написал довольно много пьес, самостоятельно и в соавторстве с другими авторами (М. М. Капелла, Дартуа, де Курсель, Гастино, Ростэн и др.).

## Избранные сочинения
- водевиль «Une bonne pour tout faire» (1860);
- драмы: «la Czarine» в пяти действиях (1868), «l’Officier de fortune» в пяти действиях (1875), «l’Abîme de Trayas» в пяти действиях (1879);
- оперные либретто: «Пертская красавица» (1866), Абидосская невеста (1863), «Тамплиеры» (1886).

Адени также опубликовал несколько рассказов в различных парижских газетах (Œuvre de remption; Таверна; Прерванное путешествие; Офир Очарователь и др.) и сборник «Сказки и легенды в действии».
Дважды был членом комиссии Общества драматических писателей и композиторов, выполнял функции секретаря-докладчика и казначея.
Оба его сына, Эжен и Эдуар, также были либреттистами.